# Полосатобрюхий сорокопутовый личинкоед
Полосатобрюхий сорокопутовый личинкоед (лат. Coracina striata) — вид птиц из семейства Campephagidae. Распространены в Таиланде, Малайзии, Индонезии и на Филиппинах, его естественной средой обитания являются мангровые леса, сухие леса, заболоченные леса и вторичные леса. Оперение у разных подвидов разное, с разным количеством полос на подхвостье. Международный союз охраны природы (МСОП) относит этот вид к категории «вызывающих наименьшие опасения».

## Таксономия
Вид был описан французским натуралистом Жоржем-Луи Леклерком де Бюффоном в 1775 году. Родовое название Coracina происходит от др.-греч. κορακινος, что означает «маленький ворон», уменьшительное от korax, «ворон». Видовой эпитет striata происходит от латинского striatus, означающего «полосатый».
В разное время вид относили к родам Graucalus и Artamides, пока в начале 1940-х годов он не был отнесён к роду Coracina.
Выделяют десять подвидов:
- Coracina striata sumatrensis (Müller, 1843) — Малайский полуостров, Тиоман (к востоку от Малайского полуострова), Суматра, острова Ментавай (к западу от центральной Суматры), острова Риау (к востоку от центральной Суматры), Борнео
- Coracina striata bungurensis (Hartert, 1894) — острова Анамбас и Натуна (к востоку от Малайского полуострова)
- C. s. simalurensis (Richmond, 1903) — Симеулуэ (запад северной Суматры)
- C. s. babiensis (Richmond, 1903) — Баби (запад северной Суматры)
- C. s. kannegieteri (Büttikofer, 1896) — Ниас (к западу от северной Суматры)
- C. s. enganensis (Salvadori, 1892) — остров Энггано (запад южной Суматры)
- C. s. vordermani (Hartert, 1901) — острова Кангеан (к северу от Бали)
- C. s. striata (Boddaert, 1783) — островная группа Лусон (север Филиппин)
- C. s. cebuensis (Ogilvie-Grant, 1896) — Себу (центральные Филиппины)
- C. s. difficilis (Hartert, 1895) — островная группа Палаван (юго-запад Филиппин)

## Описание
Длина тела 24-32 см. Оперение и размеры изменчивы. На Филиппинах подвиды guillemardi и mindorensis однородно серые, с небольшим количеством чёрного на голове самца; у подвидов striata, cebuensis и difficilis самец имеет слабую полосатую окраску на крестце, а брюхо самки полосатое чёрно-белое; У panayensis самец также имеет чёрно-белые полосы на брюхе, а самка — дополнительные полосатые пятна на груди; у kochii грудь самца также полосатая, а подбрюшье самки полностью полосатое. У C. s. sumatrensis с полуострова Таиланд-Малай, Суматры и Борнео верхняя часть тела самца серая с некоторыми полосами на крестце и подхвостье, а подхвостье самки полосатое до нижней части груди. У птенцов panayensis и kochii верхняя часть боков серая, а подхвостье полностью полосатое; у sumatrensis верхняя часть боков коричневая, белая и чёрная, а подхвостье белое с чёрными полосами.

## Распространение и среда обитания
Встречается на полуострове Малакка, Суматре, Борнео, Филиппинах и множестве небольших островов в этом районе, таких как острова Кангеан и Натуна. В Сингапуре он вымер примерно в конце 1960-х годов. Обитает на низких высотах, его местами обитания являются заросли мангровых лесов, сухие леса, пресноводные болота, вторичные леса, а иногда кустарники и плантации.

## Поведение
Обычно живет небольшими группами или в смешанных кормовых стаях с другими видами рода сорокопутовых личинкоедов. Питается в основном насекомыми, включая гусениц, богомолов и стрекоз, а также инжиром. Гнездо строится на развилке дерева из мхов, лишайников, листьев, корневищ и, возможно, грязи. Яйца серые, с лавандовыми и красновато-коричневыми отметинами. Период размножения в апреле и мае.